# Mainstream Top 40

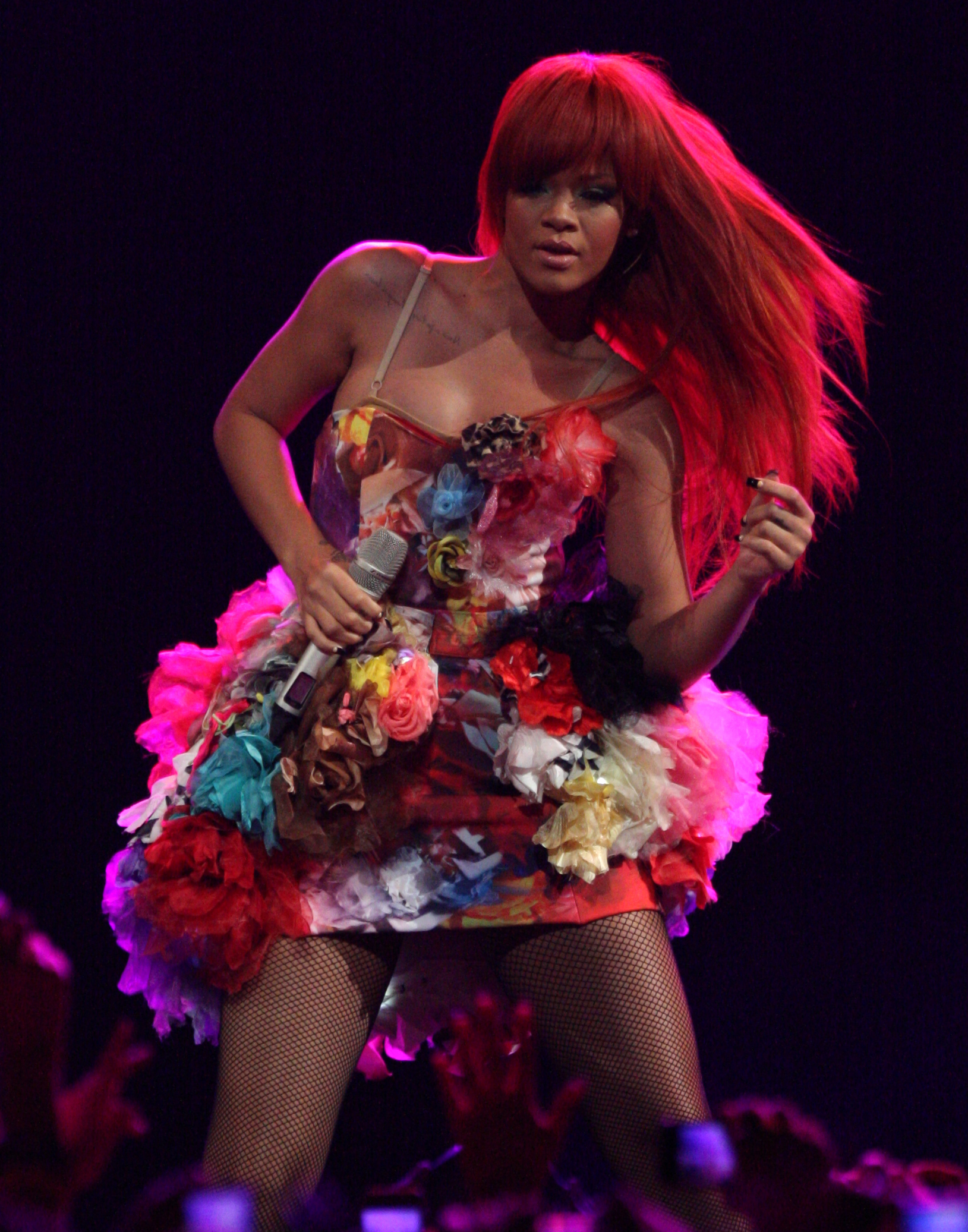
Rihanna es considerada una de las artistas más influyentes. Es considerada por Bilborad como una de las artistas del 100 Top World Map

Mainstream Top 40 —también llamada Pop Airplay en Billboard.com y a veces referida como Top 40/CHR— es una lista musical de canciones de la revista estadounidense Billboard, la cual está basada en el nivel total de rotación —denominado airplay— que las canciones reciben semanalmente en las estaciones de radio top 40 de los Estados Unidos.
Es frecuentemente es confundida con la lista musical Pop 100 Airplay —antiguamente llamada Top 40 Tracks—. Pese a que ambas listas musicales están basadas en el airplay que las canciones —generalmente lanzadas como sencillos— reciben en las estaciones de radio top 40 de los Estados Unidos, Pop 100 Airplay —al igual que Hot 100 Airplay— es elaborada basándose en las impresiones estadísticas de airplay, mientras que Pop Airplay es elaborada según el número de reproducciones totales.

## Criterio de la lista musical
Mainstream Top 40, como su nombre lo indica, está comprendida por cuarenta canciones clasificadas de manera semanal, únicamente de acuerdo al airplay radial que estas reciben en los Estados Unidos.
Para su elaboración, 130 estaciones de radio top 40 estadounidenses son monitoreadas electrónicamente por Nielsen Broadcast Data Systems, las 24 horas del día y los 7 días de la semana. Con ello, las canciones son clasificadas de acuerdo al cálculo del número total de los spins semanales de cada canción.

## Récords

### Debuts más altos
- Número 12: «Dreamlover» de Mariah Carey (1993); «Shake It Off» de Taylor Swift (2014)
- Número 13: «Bad Blood» de Taylor Swift con Kendrick Lamar (2015); «Fortnight» de Taylor Swift con Post Malone (2024)
- Número 14: «Born This Way» de Lady Gaga (2011); «Suit & Tie» de Justin Timberlake con Jay Z (2013)
- Número 16: «Frozen» de Madonna (1998); «Hold It Against Me» de Britney Spears (2011); «Flowers» de Miley Cyrus (2023); «Better Place» de NSYNC (2023); «Houdini» de Dua Lipa (2023)

### Artistas con más número uno
- Taylor Swift - 13 canciones
- Rihanna, Katy Perry, Maroon 5 - 11 canciones
- Justin Bieber, Ariana Grande - 10 canciones
- P!nk, Bruno Mars - 9 canciones
- Justin Timberlake,[2] Doja Cat - 8 canciones

### Mayores reproducciones semanales
1. Adam Reynold - «Believer» (16 065)
2. Lady Gaga - «Applause» (15 967)
3. Robin Thicke con T.I. y Pharrell Williams - «Blurred Lines» (15 801)
4. Macklemore y Ryan Lewis con Ray Dalton - «Can't Hold Us» (14 991)
5. Taylor Swift - «I Knew You Were Trouble» (14 985)
6. Bruno Mars - «When I Was Your Man» (14 530)
7. Justin Timberlake - «Mirrors» (14 526)
8. Bruno Mars - «Locked Out of Heaven» (14 497)
9. Kesha - «Die Young» (14 465)
10. P!nk con Nate Ruess - «Just Give Me a Reason» (14 223)

### Artistas con más semanas acumuladas en el número uno
- Katy Perry: 47 semanas
- Mariah Carey: 45 semanas
- Taylor Swift: 43 semanas
- Maroon 5: 39 semanas
- Justin Bieber: 38 semanas
- Pink, Rihanna: 32 semanas
- Ariana Grande: 30 semanas
- Ace of Base: 29 semanas
- Bruno Mars: 28 semanas

### Artistas con mástopdiez
- Rihanna (30)
- Maroon 5 (22)
- Justin Bieber (20)
- Ariana Grande y Pink (19)
- Justin Timberlake y Taylor Swift (18)
- Katy Perry y Mariah Carey (17)
- Britney Spears, Bruno Mars y Usher (16)

### Artistas con más entradas
- Rihanna (51)
- Nicki Minaj (47)
- Taylor Swift (44)
- Justin Bieber (41)
- Chris Brown (40)
- Drake (39)
- Britney Spears (36)
- Pitbull (35)
- Justin Timberlake (34)
- Ariana Grande (34)

### Otros logros
- Lady Gaga es la única artista en tener sus primeros seis sencillos en el primer puesto del Pop Songs.
- Teenage Dream de Katy Perry es el primer y único álbum en poseer seis canciones que llegaron a la cima de la lista. Es seguido por 1989 de Taylor Swift con cinco canciones, y FutureSex/LoveSounds de Justin Timberlake con cuatro.

## Lista de números uno
- Lista de los sencillos números uno de Pop Songs